# Muscolo risorio
Nell'anatomia umana il muscolo risorio è un muscolo del volto.

## Anatomia
Si ritrova fra la mandibola arrivando sino alla commessura delle labbra, è innervato dal nervo facciale.

## Funzioni
Si tratta di un muscolo adibito alla variazione delle espressioni facciali, grazie alla sua contrazione produciamo il sorriso.